# Cheloderus childreni
Cheloderus childreni (conocido como escarabajo de la luma, coleóptero de la luma o escarabajo de los coihues) es una especie de escarabajo perteneciente a la familia Oxypeltidae.

## Descripción
Cheloderus childreni puede alcanzar una longitud de entre 27 a 45 mm, siendo las hembras más grandes que los machos. Esta especie, tradicionalmente clasificada dentro de los Cerambycidae y recientemente incluida en una nueva familia Oxypeltidae, no presenta ningún parecido morfológico con el resto de cerambícidos. Su cuerpo es macizo y se caracteriza por su distintivo color metálico, de tonos verdes en la cabeza y protórax y rojos en los élitros. Sus antenas y patas tienen un color azul metálico. La cabeza, redonda y pequeña, tiene dos antenas dentadas robustas, el pronoto está provisto de dos crestas laterales y los élitros, cubiertos por una fuerte punción, tienen dos dientes en el ápice. Las alas posteriores son membranosas y están inusualmente pigmentadas con respecto a todos los demás grupos de cerambícidos.

## Distribución
Esta especie está muy extendida en áreas cordilleranas de Chile y Argentina. En Chile se distribuye entre las regiones de Maule y Aysén.

## Reproducción y ecología
En época de apareamiento, las hembras realizan despliegues llamativos: aprovechando los rayos del sol en los colores metálicos del tórax y élitros, realizan ciertos movimientos que producen destellos lumínicos, los que se consideran un probable método de atracción. Las larvas, típicamente xilófagas, perforan la corteza de coihues (Nothofagus dombeyi) y robles pellines (Nothofagus obliqua), construyendo galerías dentro de los troncos en forma de J una vez que eclosionan.
El escarabajo de la luma posee hábitos diurnos, y tanto hembras como machos vuelan, aunque la hembra lo hace deficientemente.
Entre sus depredadores se encuentran el carpintero negro (Campephilus magellanicus), que consume sus larvas, y aves rapaces como el tiuque (Daptrius chimango) y el cernícalo (Falco sparverius) que se alimentan de los ejemplares adultos.
Desde el punto de vista forestal, es considerado una plaga por afectar especies madereras de valor comercial.

## En la cultura popular
El escarabajo de la luma inspiró la etiqueta del licor destilado chileno Litmus, que al igual que la especie tiene tonos tornasolados y cambia de color.